# Kiss Pál Tamás
Kiss Pál Tamás (Miskolc, 1991. május 19. –) magyar autóversenyző. Magyarország egyik legsikeresebb formulaautós és rali versenyzője.
2011-ben mutatkozott be a Formula–1 második számú betétsorozatában, a GP3-ban és egy győzelmet szerzett Spanyolországban. 2012-ben már az Atech CRS Grand Prix színeiben Monacóban második lett a főfutamon. Szintén 2012-ben a Formula Renault 3.5 Series hungaroringi versenyein is részt vett az olasz BVM Target csapat autójában. 2013-ban az Auto GP versenysorozatban indult a Team MLR71, az osztrák Zele Racing és az Ibiza Racing Team színeiben. 2014-ben ugyancsak a Zele Racing alakulatával vágott neki a küzdelmeknek, de szezon közben átigazolt a Virtuosi UK csapatához.
A Miskolci Egyetem Gépészmérnöki és Informatikai Karának hallgatója. Nem titkoltan régi álma az, hogy egyszer Formula–1-es pilóta lehessen.
2017 decemberében bejelentette, hogy bizonytalan időre felhagy a versenyzéssel.

## Pályafutása
A miskolci fiút egészen kicsi korában megfertőzte az autóláz, hiszen már kisgyermekként a versenypályák és szervizparkok rendszeres látogatója volt, 9 évesen pedig a Magyar Junior Gokartbajnokság legfiatalabb versenyzőjeként már a dobogóról integetett szüleinek.
Ettől fogva kettesével vette a lépcsőfokokat a gokart világában, 2004 év végén már kivívta a Magyar Intercontinental-A Junior Gokartbajnokság bajnoki címét, valamint részt vett az Európa-bajnokság döntőjében, amiért megválasztották az év gokartversenyzőjévé. Ezeket a címeket a következő évben ugyancsak ő nyerte el, kiegészítve a szlovák bajnokság második és a cseh bajnokság harmadik helyével. Miután Tamás tarolt a junior díjkiosztókon, 2006-ban már a felnőttek között rótta a köröket és év végén felállhatott a dobogó harmadik fokára, a német gokartbajnokságban pedig a 13. helyezett lett.
16 éves korában megnyerte a Magyar Rotax-Max Bajnokságot, amivel egyenes út vezetett a világbajnoksághoz, ahol a 7. helyen zárt a pilóta. Még ugyanebben az évben a Hungaroringen 3. és 2. helyezést szerzett a Magyar Autósgyorsasági Szakág utolsó versenyén. A kitartó fiú azonban többre vágyott. Mire 17 éves lett, készen állt az új terv arra, hogy megvalósítsa régóta dédelgetett álmát, mégpedig azt, hogy egyszer Formula–1 pilóta lehessen. Hatalmas kockázatot vállalva tette meg az első lépést: Tamás kiköltözött Angliába, középfokú tanulmányait pedig magántanulóként fejezte be. Még 2008-ban elindult a Formula Renault 2.0 svájci bajnokságában, melynek monzai hétvégéjén kétszer is a 7. helyen végzett, ezzel végül a 13. helyen zárva a bajnokságot. Ugyanebben az évben a magyar bajnokságban is a hétből két futamon rajthoz állt, ami elég volt a bajnoki ezüst megszerzéséhez. 2009-ben vett részt először a Formula Renault 2.0 angol bajnokságában, ahol 2010-ben az előkelő 3. helyen végzett. Tamás ma a Miskolci Egyetem Gépészmérnöki és Informatikai Karának hallgatója, mellette pedig álmai felé vezető úton ismét óriásit lépett előre: elindult a GP3 szériában, melyet a Formula–1 betétfutamaként egyszerűen csak a “Formula–1 előszobájaként” emlegetnek.

### Auto GP

#### 2014
A tavalyi szezon után szerződést hosszabbított a magyar versenyzővel a Zele Racing csapata. Az első tesztnapon Valenciában ő bizonyult a leggyorsabbnak, ráadásul két másodperccel megdöntötte Adrian Quaife-Hobbs két évvel ezelőtti Auto GP-pályacsúcsát. Az évadnyitó marokkói futamon a 4. helyre kvalifikálta magát. Az előtte rajtoló Markus Pommer beragadt a rajtnál, a magyar versenyző viszont szenzációs rajtot vett, s nemcsak őt, hanem csapattársát, a tavalyi harmadik helyezett Sergio Campanát is megelőzte. Ezek után hat körön át üldözte az élen álló Kevin Giovesit, mígnem az olasz hibát követett el, így Tamás átvehette a vezetést. Az első kanyarhoz közelítve Giovesi megpróbálta visszaszerezni a vezetést, ám rettenetesen elfékezte magát, a külső íven lévő Tamásnak pedig esélye sem volt bevenni a kanyart, Giovesi magával vitte a gumifalba. A másnapi második versenyen az utolsó előtti rajthelyről kezdhette meg a versenyt. A futam elején a magyar versenyző jól rajtolt, ám ezt követően kissé beszorult, s korai kerékcseréjét követően kellett a mezőny után erednie. A verseny vége felé sokáig a második helyen haladó Sam Dejonghe volt, aki az utolsó kört még a harmadik pozícióban kezdte meg, ám előbb Tamás előzte meg, majd a célegyenesre ráfordító kanyarban balesetbe keveredett, így néhány száz méterre a céltól fel kellett adnia az ígéretesen induló futamot. A versenyt senkitől sem zavartatva Pommer nyerte meg, a második Szató Kimija lett, míg Kiss Pál Tamás a harmadik helyen ért célba.
A franciaországi Paul Ricard pályán az időmérő edzésen a 4. rajtkockát szerezte meg. A futamon az élről rajtoló hármashoz képest néhány körig még a pályán maradt a bokszkiállásukat követően. Ennek a taktikának köszönhetően az élre került és ezt meg tudta tartani és megnyerte a versenyt. A második versenyen a 2. körben Szató Kimija eltalálta autójának hátulját, Szató első szárnyának fele leszakadt, Tamás sértetlenül megúszta. Aztán Cipriani próbálta megelőzni, de fékezés közben kipördült. A harmadik helyen haladó Jositaka Kuroda mellett előbb Tamás ment el, majd honfitársa Szató is. A futam vége fele Giovesi mögött a 2. helyen haladt és egyre közeledett az olasz pilótához, de megelőzni már nem tudta így maradt a 2. helyen. Hazaversenyén a Hungaroringen az első futam időmérő edzésén a 2. rajtkockát szerezte meg. Tamás remekül kapta el a rajtot, állva hagyta a pole-ból induló Pommert, s a verseny első szakaszában úgy tűnt, semmi nem fenyegetheti győzelmét. Ám az ötödik rajtsorból induló Szató Kimija veszélyes tempóban zárkózott fel, folyamatosan jobb köröket futott mind Pommernél, mind Kiss Pál Tamásnál. Az Euronova a lehető legtovább húzta a japán versenyző kiállását, s amikor visszatért a bokszba, fél célegyenesnyi előnye volt Tamással szemben, s már csak három kör volt hátra. A magyar versenyző azonban kör alatt gyakorlatilag utol is érte a hideg gumikkal küzdő ellenfelét, megelőzni azonban már nem maradt ideje. A második hungaroringi versenyén Tamás a negyedik sorból rajtolhatott. A rajtot követően több helyet javítani tudott, de a kocsija beállításai nem voltak tökéletesek, így nem tudta tartani az élmenők tempóját. Az utolsó körökben nagyon megszorongatta Pommert, de megelőzni nem tudta, így a hetedik helyen ért célba. Monzában Kevin Giovesi elrontott kerékcseréje után zárkózott fel a második helyre, aki ugyan a 17 körös futam záró szakaszára egyre közelebb került riválisához, de előzési pozícióig nem jutott, így a versenyt végig kézben tartó Pommer magabiztosan szerezte meg a győzelmet. A második versenyen a hetedikként rajtoló Tamás egy gyenge rajtot követően fel tudott zárkózni az 5. helyig.
A szezon második olasz versenyét Imolában rendezték meg, az időmérőn Tamás a 6. rajtkockát szerezte meg a sok műszaki problémák miatt. A futamon nem tudott az élmezőnyben autózni, így csak a 9. helyen ért célba. A másnapi második futamon a 9. helyről rajtolt, majd ő kezdte meg a bokszkiállások sorát. Ám ez sem sült el jól számára, hiszen a riválisok kerékcseréi után csak további pozíciókat vesztett, és a leintésig is csak annyit tudott elérni, hogy visszaverekedte magát a 9. helyre. Július végén bejelentette Tamás, hogy az elhagyta a Zele Racinget és a Virtuosi színeiben versenyez tovább. A Red Bull Ringen a második legjobb időt futotta a kvalifikáción. A pole pozícióból induló Szató beragadt a rajtnál, így a nagyszerűen induló Kiss Pál Tamás az élre tudott törni. Az első körökben a magyar versenyzőt Giovesi támadta sikertelenül. A 14. körben sajnos Kiss Pál nem tudta tovább védeni pozícióját Szatóval szemben így a japán a negyedik helyre lépett. Szató vezetésével négy körrel a vége előtt kialakult a futam végeredménye, Kiss Pál Tamás a második helyen mutatkozott be új csapatánál, a dobogó legalsó fokára Andrea Roda állhatott fel. A második versenyen átlagos rajtot sikerült vennie, különösebb problémák nélkül abszolválta az első kanyart. A 14. körre Tominak sikerült egy lélegzetvételnyi előnyre szert tennie Szató előtt. Tamás végül a győztes Roda mögött a második helyen ért célba.
A Nürburgringen a harmadik helyről rajtol. Tamás jól kapta el a rajtot, és harmadikként érkezett meg az első kanyarba, ott viszont a poleból rajtoló Pommer hibázott, amit a magyar versenyző ki tudott használni. Az első kör végén Giovesi, Kiss Pál Tamás és Pommer volt az első három sorrendje. A vezető trióból Pommer kezdte meg a kerékcserét, akit Tamás egy körrel később követett. A magyar versenyző boxkiállása rendben volt, rendben visszaért Pommer elé. A német pilóta ezután körökön keresztül nyomást gyakorolt Tamásra, aki többször elfékezte az első kanyart, de sikerült megtartania pozícióját. A magyar pilóta megpróbált túljutni olasz vetélytársán, az akció azonban nem sikerült, Tamásnak át kellett vágnia a síkánt, és bár Giovesi elé került, vissza kellett őt engednie maga elé. A verseny felénél aztán furcsa dolog történt, Tamáson kívül szinte a teljes mezőnyt bokszáthajtásos büntetéssel sújtották, miután nem lassítottak kellően a sárga zászlós jelzés mellett, amikor a második közben Salvatore de Plano autójának eltávolítása zajlott a pályán. Tamás pedig nem is hibázott, így 9,5 másodperces előnnyel megnyerte az első nürburgringi futamot. A magyar pilóta ünnepelt, ám győzelme rövid életű volt, nem sokkal a díjátadó után a versenybírók megállapították, hogy a többiekhez hasonlóan Tamás is túl gyorsan haladt az ominózus sárga zászló alatt, így 25 másodpercet hozzáadtak az idejéhez. Ezáltal ő a 4. helyre csúszott, a győzelem pedig Szató kezébe került. A második versenyen fantasztikusan kapta el a rajtot, és az első kanyarba már másodikként érkezett meg. Tamás azonnal támadni kezdte a poleból rajtoló, és helyezését megtartó Draconet az első helyért, közben azonban védekeznie is kellett Pommerrel szemben. Tamás hamar dűlőre akarta vinni a dolgot, így a következő körben beszúrt Dracone mellé az első kanyarban, aki ettől annyira meglepődött, hogy a kanyarkijáraton meg is pördült. A magyar versenyző tehát a második körben átvette a vezetést, és megkezdte az elszakadást az őt üldöző Pommertől. Tamás 10 másodperces előnnyel megnyerve az Auto GP második nürburgringi versenyét.
A szezonzáró portugáliai hétvégén idén először nyert időmérőt Kiss Pál Tamás. A rajtot követően hamar hatalmas előnyt épített ki, majd a biztonsági autós szakasz után is meg tudta őrizni vezető helyét, aminek köszönhetően bebiztosította a második helyét a tabellán. A második versenyen a 8. helyről rajtolt, míg a futamot a 4. helyen fejezte be.

## Eredményei

### Gokart
| Szezon | Bajnokság                                           | Helyezés |
| ------ | --------------------------------------------------- | -------- |
| 2001   | Magyar Junior Gokartbajnokság                       | 4.       |
| 2002   | Magyar Intercontinental – A Junior Gokartbajnokság  | 2.       |
| 2003   | Magyar Intercontinental – A Junior Gokartbajnokság  | 2.       |
| 2004   | Magyar Intercontinental – A Junior Gokartbajnokság  | 1.       |
| 2005   | Magyar Intercontinental – A Junior Gokartbajnokság  | 1.       |
| 2005   | Szlovák Intercontinental – A Junior Gokartbajnokság | 3.       |
| 2005   | Cseh Intercontinental – A Junior Gokartbajnokság    | 2.       |
| 2006   | Magyar Intercontinental – A Felnőtt Gokartbajnokság | 3.       |
| 2006   | Német Gokartbajnokság                               | 13.      |
| 2007   | Gokart Világbajnokság                               | 7.       |
| 2007   | Magyar Rotax – Max Gokartbajnokság                  | 1.       |

### Karrier összefoglaló
| Szezon    | Bajnokság                       | Csapat                    | Verseny | Győzelem | Pole | Leggyorsabb kör | Dobogó | Pont | Helyezés |
| --------- | ------------------------------- | ------------------------- | ------- | -------- | ---- | --------------- | ------ | ---- | -------- |
| 2007      | Magyar bajnokság E-2000         |                           |         |          |      |                 |        | 40   | 8.       |
| 2008      | Magyar bajnokság E-2000         | 70                        | 3.      |          |      |                 |        |      |          |
| 2008      | Svájci Formula Reanult 2.0      | Speed Box ASE             | 8       | 0        | 0    | 0               | 0      | 45   | 14.      |
| 2009      | Brit Formula Renault            | Hitech Junior Team        | 20      | 0        | 0    | 0               | 0      | 141  | 13.      |
| 2010      | Brit Formula Renault            | Atech GP                  | 20      | 3        | 0    | 1               | 8      | 417  | 3.       |
| 2010      | Formula Renault 2.0 Európa-kupa | Atech GP                  | 2       | 0        | 0    | 1               | 0      | —    | HN‡      |
| 2011      | GP3                             | Tech 1 Racing             | 16      | 1        | 0    | 0               | 1      | 11   | 16.      |
| 2012      | GP3                             | Atech CRS Grand Prix      | 16      | 0        | 0    | 0               | 1      | 38   | 12.      |
| 2012      | Formula Renault 3.5 Series      | BVM Target                | 4       | 0        | 0    | 0               | 0      | 0    | 28.      |
| 2013      | Auto GP                         | Team MLR71                | 2       | 0        | 0    | 0               | 0      | 99   | 5.       |
| 2013      | Auto GP                         | Zele Racing               | 6       | 0        | 0    | 1               | 1      | 99   | 5.       |
| 2013      | Auto GP                         | Ibiza Racing Team         | 4       | 0        | 0    | 0               | 0      | 99   | 5.       |
| 2014      | Auto GP                         | Zele Racing               | 10      | 1        | 0    | 1               | 5      | 207  | 2.       |
| 2014      | Auto GP                         | Virtuosi UK               | 6       | 2        | 1    | 0               | 4      | 207  | 2.       |
| 2015      | FIA Ralikrossz Európa-bajnokság | Hansen Talent Development | 1       | 0        | 0    | 0               | 0      | 20   | 18.      |
| 2016      | FIA Ralikrossz Európa-bajnokság | Speed Box KHE             | 5       | 0        | 0    | 0               | 2      | 78   | 5.       |
| 2017      | FIA Ralikrossz Európa-bajnokság | Speedbox Racing Team      | 5       | 0        | 0    | 0               | 3      | 90   | 3.       |
| Összesen: | Összesen:                       | Összesen:                 | 125     | 7        | 1    | 4               | 25     | 1256 | —        |

‡ Mivel vendégpilóta volt, ezért nem részesült bajnoki pontokban.

### Teljes GP3-as eredménylistája
| Év   | Csapat               | 1          | 2          | 3         | 4         | 5          | 6          | 7          | 8          | 9         | 10        | 11         | 12         | 13         | 14         | 15         | 16         | Helyezés | Pont |
| ---- | -------------------- | ---------- | ---------- | --------- | --------- | ---------- | ---------- | ---------- | ---------- | --------- | --------- | ---------- | ---------- | ---------- | ---------- | ---------- | ---------- | -------- | ---- |
| 2011 | Tech 1 Racing        | TUR FEA 16 | TUR SPR 18 | ESP FEA 8 | ESP SPR 1 | VAL FEA 16 | VAL SPR 13 | GBR FEA Ki | GBR SPR 20 | GER FEA 8 | GER SPR 4 | HUN FEA 10 | HUN SPR 20 | BEL FEA 17 | BEL SPR 14 | ITA FEA Ki | ITA SPR 12 | 16.      | 11   |
| 2012 | Atech CRS Grand Prix | ESP FEA 12 | ESP SPR Ki | MON FEA 2 | MON SPR 9 | VAL FEA 9  | VAL SPR 10 | GBR FEA 11 | GBR SPR 14 | GER FEA 6 | GER SPR 4 | HUN FEA 14 | HUN SPR 10 | BEL FEA 17 | BEL SPR 10 | ITA FEA 9  | ITA SPR 15 | 12.      | 38   |

### Teljes Formula Renault 3.5 Series eredménylistája
(Táblázat értelmezése)

(Félkövér: pole-pozícióból indult; dőlt: leggyorsabb kört futott) 

| Év   | Csapat     | 1     | 2     | 3     | 4     | 5     | 6     | 7     | 8     | 9     | 10    | 11    | 12       | 13       | 14    | 15    | 16       | 17       | Helyezés | Pont |
| ---- | ---------- | ----- | ----- | ----- | ----- | ----- | ----- | ----- | ----- | ----- | ----- | ----- | -------- | -------- | ----- | ----- | -------- | -------- | -------- | ---- |
| 2012 | BVM Target | ARA 1 | ARA 2 | MON 1 | SPA 1 | SPA 2 | NÜR 1 | NÜR 2 | MSC 1 | MSC 2 | SIL 1 | SIL 2 | HUN 1 19 | HUN 2 11 | LEC 1 | LEC 2 | CAT 1 22 | CAT 2 12 | 28.      | 0    |

### Teljes Auto GP eredménylistája
(Táblázat értelmezése)

(Félkövér: pole-pozícióból indult; dőlt: leggyorsabb kört futott) 

| Év   | Csapat            | 1        | 2       | 3     | 4     | 5       | 6       | 7       | 8       | 9       | 10      | 11      | 12      | 13      | 14      | 15      | 16      | Helyezés | Pont |
| ---- | ----------------- | -------- | ------- | ----- | ----- | ------- | ------- | ------- | ------- | ------- | ------- | ------- | ------- | ------- | ------- | ------- | ------- | -------- | ---- |
| 2013 | Team MLR71        | ITA 1    | ITA 2   | MAR 1 | MAR 2 | HUN 1 5 | HUN 2 5 |         |         |         |         |         |         |         |         |         |         | 5.       | 99   |
| 2013 | Zele Racing       |          |         |       |       |         |         | GBR 1 3 | GBR 2 7 | MUG 1 5 | MUG 2 4 |         |         |         |         | CZE 1 5 | CZE 2 5 | 5.       | 99   |
| 2013 | Ibiza Racing Team |          |         |       |       |         |         |         |         |         |         | GER 1 6 | GER 2 6 | DON 1 7 | DON 2 8 |         |         | 5.       | 99   |
| 2014 | Zele Racing       | MAR 1 Ki | MAR 2 3 | FRA 1 | FRA 2 | HUN 1 2 | HUN 2 7 | ITA 1 2 | ITA 2 5 | SMR 1 9 | SMR 2 9 |         |         |         |         |         |         | 2.       | 207  |
| 2014 | Virtuosi UK       |          |         |       |       |         |         |         |         |         |         | AUT 1 2 | AUT 2   | GER 1 4 | GER 2 1 | POR 1   | POR 2 4 | 2.       | 207  |

### Teljes FIA Ralikrossz Európa-bajnokság eredménylistája
| Év   | Csapat                    | Autó            | Kategória | 1     | 2     | 3      | 4     | 5     | Helyezés | Pont |
| ---- | ------------------------- | --------------- | --------- | ----- | ----- | ------ | ----- | ----- | -------- | ---- |
| 2015 | Hansen Talent Development | Peugeot 208 T16 | Supercar  | BEL   | GER   | NOR    | ESP   | ITA 6 | 18.      | 20   |
| 2016 | Speed Box KHE             | Peugeot 208     | Supercar  | BEL 8 | NOR 3 | SWE 6  | ESP 7 | LVA 3 | 5.       | 78   |
| 2017 | Speedbox Racing Team      | Peugeot 208     | Supercar  | ESP 2 | NOR 5 | SWE 32 | FRA 2 | LVA 3 | 3.       | 90   |

## Sikerei, díjai
| Év   | Díj                            |
| ---- | ------------------------------ |
| 2004 | Az év magyar gokartversenyzője |
| 2005 | Az év magyar gokartversenyzője |